# Скарская, Надежда Фёдоровна
Наде́жда Фёдоровна Ска́рская (до замужества — Коммиссарже́вская; 1868, Санкт-Петербург — июнь 1958, Ленинград) — русская и советская актриса

 театра и кино, театральный режиссёр

, театральный деятель. Заслуженная артистка РСФСР (1927).

## Биография
Родилась в семье русского артиста оперы и музыкального педагога Ф. П. Коммиссаржевского. Брат, Фёдор Комиссаржевский — известный театральный художник и режиссёр. Сестра — Вера Комиссаржевская — знаменитая русская актриса начала XX века.
В 1899—1900 годах играла на сцене Московского Художественного театра, позже в провинциальных театрах.
В 1903 году стояла у истоков Передвижного Общедоступного театра при Лиговском народном доме в Петербурге.
В 1905 году вместе с П. П. Гайдебуровым основала «Передвижной драматический театр» (1905—1928, с 1920 — Государственный Передвижной театр, с 1925 — Государственный Передвижной театр имени П. Гайдебурова и Н. Скарской), с постоянной труппой, объезжавшего крупные города провинции. До начала Первой мировой войны «передвижники» ежегодно совершали поездки по городам севера и центра России, Украины, Белоруссии, Кавказа, Сибири, Дальнего Востока. В отличие от Общедоступного, основывавшего репертуар в основном на классике, Передвижной театр стремился играть современные пьесы-новинки и для провинции и для столичного зрителя, в том числе Чехова, Горького, Ибсена. Постепенно оба театра объединились, слились их названия.
Сыграла на сцене более 200 ролей.
В 1959 году вышла совместная книга воспоминаний Скарской и её мужа П.П. Гайдебурова «На сцене и в жизни».
Умерла в Ленинградском Доме ветеранов сцены и похоронена на Литераторских мостках Волковского Православного кладбища.

## Семья
- Муж — граф Владимир Леонидович Муравьёв (венчались несмотря на то, что не был оформлен развод Муравьёва с Верой Комиссаржевской, сестрой Надежды Фёдоровны)[3].
- Муж — Павел Павлович Гайдебуров (1877—1960), актёр театра и кино, режиссёр, театральный деятель, педагог, народный артист РСФСР (1940).

## Избранные роли в театре
- «Антигона» Софокла — Антигона,

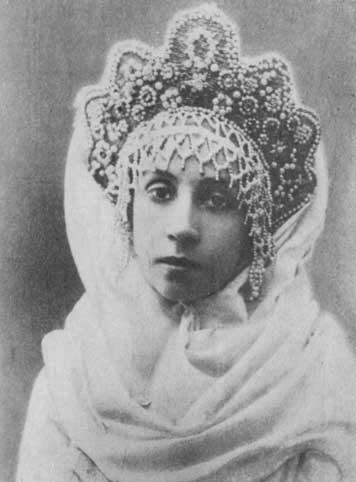
Надежда Скарская в роли Катерины в пьесе «Гроза» А. Н. Островского, Елизаветград (1902)

- «Вишневый сад» Чехова — Раневская,
- «Иванов» Чехова — Сарра,
- «Гамлет» Шекспира — Офелия ,
- «Чайка» Чехова — Нина Заречная; Аркадина[2],
- «Гроза» А. Островского — Катерина и др.
- «Привидения» Г. Ибсена — Фру Альвинг

## Фильмография
1. 1928 — Ася — мать писателя
2. 1933 — Иудушка Головлёв — эпизод